# Ali Belkacem
Pour les articles homonymes, voir Belkacem.
Ali Belkacem est un compositeur et musicien français.
Fils de Areski Belkacem, il noue une relation presque filiale avec Brigitte Fontaine, sa belle-mère.
Il apprend le violon au conservatoire de Versailles avant d'étudier l’ethnomusicologie à la Faculté de Saint-Denis, et le piano au Conservatoire de Paris Xe. Diplômé de solfège à la Schola Cantorum, il a composé avec son père Areski Belkacem la musique des films À mort la mort ! et Jeunesse dorée, et de la pièce de théâtre Une liaison transatlantique. Il a signé seul la partition musicale de la pièce Bac à sable de Kên Higelin.
Régisseur de nombreux spectacles, il exerce la fonction d'assistant réalisateur sur l’album Paradis païen de Jacques Higelin et compose pour Brigitte Fontaine et Archie Shepp la musique de la chanson « NRV ».